# Alianza Nacional
Alianza Nacional fou un partit d'ultradreta i neonazi espanyolista fundat el 2005.
Alianza Nacional es va formar el 2005 i el seu primer congrés va tindre lloc el 2006 a València. Alianza Nacional es proclama socialista, nacionalista espanyol i europeista. Defensen la supremacia blanca i són negacionisme de l'Holocaust. Dins de les doctrines que defensen s'inclou una aposta per la raça d'acord amb la qual es declaren en contra l'actual immigració i a favor d'una model unitari d'Estat espanyol i Europa sols per als espanyols i europeus. Es tracta, per tant, d'un partit racista que sustenta les seues postures en tesis metafísiques i, per tant, indemostrables, com l'existència d'una "identitat" o una "raça" espanyoles, o la superioritat dels blancs sobre les altres races. Consideren la situació d'Espanya i d'Europa crítiques i responsabilitzen al governs liberals de la situació. Per a ells, la nacionalitat és una qüestió de ius sanguinis, és a dir, és la sang la que dona el dret a la nacionalitat i no la residència o el treball. Entre altres actes han organitzat un homenatge al nazi Rudolf Hess.
Dels seus membres cal destacar a Pedro Cuevas, homicida del jove esquerrà i independentista Guillem Agulló el 1993, i exmembre del grup paramilitar il·legalitzat Frente Antisistema (FAS). Es va presentar amb aquest partit a les eleccions municipals de 2007 de Xiva, sense obtenir els vots necessaris per ser regidor.
El 2014 les investigacions de la Guàrdia Civil van concloure que el FAS està relacionat amb el partit.
L'any 2021 la Fiscalia sol·licità una condemna de tres anys i mig de presó per a Pedro Pablo Peña, líder del partit Aliança Nacional, per enaltir Hitler en diverses publicacions dels seus perfils de Facebook entre el 2019 i el 2021. Entre altres missatges, va afirmar que Adolf Hitler era un “estadista” i la “vacuna” contra “aquest virus jueu” (referint-se a la vacuna per la pandèmia de Covid-19), i també va criticar l'Exèrcit amb frases com “les Forces de Seguretat de l'Estat són uns mercenaris”. Peña, fou l'advocat que defensà també els ultres condemnats per l'assalt a la llibreria Blanquerna l'any 2013 i els ultres acusats d'apallissar una persona sense sostre a Madrid el 2009. A més va ser condemnat el 2005, amb altres dirigents ultres del partit, per preparar còctels molotov a prop d'una carretera de Madrid.
El president d'Alianza Nacional, Pedro Pablo Peña, moriria el 4 de juliol de 2024 a l'hospital de La Princesa de Madrid a l'edat de 72 anys, al qual ingressà el divendres anterior quan se li detectà un càncer pulmonar amb metàstasis en altres òrgans.